# Неводниця-Косьцельна
Неводниця-Косьцельна (пол. Niewodnica Kościelna) — село в Польщі, у гміні Туроснь-Косьцельна Білостоцького повіту Підляського воєводства.
Населення — 686 осіб (2011).
У 1975-1998 роках село належало до Білостоцького воєводства.

## Демографія
Демографічна структура станом на 31 березня 2011 року:
|          | Загалом | Допрацездатний вік | Працездатний вік | Постпрацездатний вік |
| -------- | ------- | ------------------ | ---------------- | -------------------- |
| Чоловіки | 345     | 83                 | 221              | 41                   |
| Жінки    | 341     | 54                 | 223              | 64                   |
| Разом    | 686     | 137                | 444              | 105                  |